# Мингечевирское водохранилище
Мингечевирское водохранилище (устар. Мингечау́рское водохрани́лище; азерб. Mingəçevir su anbarı) — водохранилище в Азербайджане, образовано на реке Кура при строительстве плотины Мингечевирской ГЭС у Мингечевира. Площадь 605 км², объём 16,1 км³, длина 70 км, наибольшая ширина 18 км, средняя глубина 27 м, наибольшая — 75 м. Заполнялось с 1953 по 1959 годы. Высота над уровнем моря — 83 м.
Целью создания водохранилища являлось развитие энергетики, сельского хозяйства, водного транспорта, а также многолетнее регулирование стока и ликвидация наводнений в нижнем течении реки. Уровень Мингечевирского водохранилища колеблется в пределах 15,2 м. Используется в рекреационных целях. Берега высокие и крутые.
Из Мингечевирского водохранилища берут начало Карабахский (172 км) и Ширванский (123 км) каналы.
В водохранилище обитают лещ, судак, вобла, шемая.

## Общая информация
Мингечевирское водохранилище является одним из глубоководных искусственных водоемов на территории Азербайджана. 
Водохранилище создано заполнением Самухской впадины. На севере и северо-востоке ограничено хребтом Ходжашен, на юге и юго-востоке — хребтом Боздаг, а на северо-западе — хребтом Палантёкян. В летне-осенние и зимние периоды площадь водохранилища сокращается до 43 тыс. га.
Кура, Алазани, Иори, Гянджачай — являются основными притоками Мингячевирского водохранилища.
Водохранилище не имеет ледового покрова. Следствием сильной проточности и отсутствия ледового покрова является отсутствие в воде сероводорода.
Растительный и животный мир водохранилища представлен туводными рыбами, свойственными руслу и придаточным водоёмам нижнего течения реки Куры. Насчитывается 31 вид рыб, 12 видов из них имеют промысловое значение. После заполнения водохранилища в 1950-х годах его рыбохозяйственное освоение было затруднено, поскольку зона затопления не была очищена от леса и кустарника.
Электрическая мощность Мингечевирской ГЭС 401,6 мегаватт. Длина гидроэлектрической плотины — 1550 м, ширина составляет 16 м, высота — 80 м.
Водохранилище используется также для отдыха, рыболовства, водоснабжения. Водохранилище Мингечевира после введения в эксплуатацию было полностью заполнено только в 1959, 1963, 1968, 1973, 1975, 1976, 1978 и 1988 годах.

## Обеспечение безопасности
Обеспечение безопасности в Мингечевирской гидро-электростанции является важным вопросом национальной безопасности Азербайджана. Для защиты станции от внешних воздействий была создана система безопасности с использованием новейшего оборудования. Системой безопасности защищаются периметр станции, дамба и три инженерных установки особой важности. Установлены системы идентификации номеров автомобилей и лиц водителей на контрольно-пропускных пунктах станции. После идентификации черт лица, человек получает разрешение на проход и получает пропуск. Важным элементом системы безопасности является ограждение (забор). Система ограждения состоит из двух барьеров. Станция «Радиолокации» является главным элементом системы безопасности. Система позволяет наблюдать за объектом в сложных погодных условиях.